# 東洋大学体育会サッカー部
東洋大学体育会サッカー部（とうようだいがく たいいくかいサッカーぶ、英語: Toyo University Athletic Association Soccer Club）は埼玉県朝霞市にある東洋大学のサッカークラブである。

## 概要・歴史
東洋大学の強化指定クラブの一つで、1966年設立。朝霞キャンパスを活動の拠点としているが、大学の本拠地は東京都であるため、都の大会に参加している。
創部以来、長らく全国大会とは縁がなかったが、2015年のアミノバイタルカップ（兼総理大臣杯予選）で5位に入り、初の全国大会出場を果たした。
チームにとって初の全国大会出場となった2015年の総理大臣杯では、1回戦で大阪体育大学を下し全国大会初勝利を挙げた が、準々決勝で明治大学に敗れた。
2021年には、総理大臣杯で準優勝を果たす。

## 主な成績
- 全日本大学サッカー選手権大会
  - 優勝：1回（2024）
- 関東大学サッカーリーグ戦2部
  - 優勝：1回（2012）
  - 準優勝：1回（2016）
- 東京都サッカートーナメント（兼天皇杯全日本サッカー選手権大会東京都予選）
  - 3位：2回 (2015, 2018)
- 総理大臣杯全日本大学サッカートーナメント
  - 準優勝：1回（2021）

## 主な出身選手
1975年度卒
- 濱口和明※中退

1996年度卒
- 杉浦大輔

2002年度卒
- 関隆倫

2004年度卒
- 高部聖

2007年度卒
- 川原達也

2010年度卒
- 新里彰平

2011年度卒
- 若狭大志

2012年度卒
- 野崎桂太
- 市川恵多
- 松本怜大

2013年度卒
- 三田尚央
- 藤井悠太
- 馬渡和彰
- 石川俊輝

2014年度卒
- 佐々木雅人
- 浅沼優瑠
- 平石直人
- 川森有真

2015年度卒
- 遊馬将也
- 石坂元気
- 瀧澤修平

2016年度卒
- 仙頭啓矢

2018年度卒
- 坂元達裕
- 小池大喜
- 浦上仁騎

2019年度卒
- 松本健太
- 坪川潤之
- 松崎快

2020年度卒
- 板倉洸
- 市原亮太

2021年度卒
- 横山塁
- 神山京右
- 大森大地
- 鍵山慶司

2022年度卒
- 高柳郁弥
- 室井彗佑
- 井上怜
- 松田佳大
- 伊藤恵亮
- 前田泰良
- 瀬畠義成
- 高橋亮